# Barbeuiaceae
Classification APG III (2009)
Famille
La petite famille des Barbeuiaceae regroupe des plantes dicotylédones ; elle est créée pour une seule espèce de liane endémique de Madagascar (Barbeuia madagascariensis). La singularité du genre Barbeuia dans les Caryophyllales a été établie sur la base de caractères moléculaires .

## Étymologie
Le nom vient du genre type Barbeuia nommé en hommage au médecin, botaniste, auteur, traducteur et éditeur français Jacques Barbeu Dubourg (1709–1779), ami et traducteur de l'œuvre de Benjamin Franklin.

## Liste des genres
Selon World Checklist of Selected Plant Families (WCSP) (30 avr. 2010), Angiosperm Phylogeny Website (21 mai 2010), NCBI (30 avr. 2010) et DELTA Angio (30 avr. 2010) :
- genre Barbeuia  Thouars (1806)

## Liste des espèces
Selon World Checklist of Selected Plant Families (WCSP) (30 avr. 2010), Angiosperm Phylogeny Website (21 mai 2010) et NCBI (30 avr. 2010) :
- genre Barbeuia  Thouars (1806)
  - Barbeuia madagascariensis  Steud., Nomencl. Bot., ed. 2 (1840)